# Calle de Juan de Mena
La calle de Juan de Mena es una vía pública de la ciudad española de Madrid, situada en el barrio de Jerónimos, distrito de Retiro.

## Descripción
La vía discurre desde el paseo del Prado hasta la calle de Alfonso XII. Honra con el título a Juan de Mena (1411-1456), poeta natural de Córdoba, conocido por el poema alegórico titulado Laberinto de Fortuna. Aparece descrita en Las calles de Madrid (1889) de Hilario Peñasco de la Puente y Carlos Cambronero con las siguientes palabras:

Juan de Mena. Entre el Salón del Prado y la calle de Alfonso XII. Es de apertura moderna. Juan de Mena nació por los años de 1412. Dedicado al estudio de las Leyes, marchó luego á Italia, donde se dió á conocer como poeta, adquiriendo justa y merecida fama. Fué uno de los cronistas encargados de recopilar los anales de España. Sus principales obras son: El Laberinto, El poema de la coronación y el Tratado de vicios y virtudes. Murió en 1456.
(Peñasco de la Puente y Cambronero, 1889, p. 281)